# Ante Ivković
Ante Ivković (Spalato, 18 aprile 1947) è un ex calciatore jugoslavo, di ruolo centrocampista.

## Carriera

### Club
Nel 1963 inizia la sua carriera calcistica tra le file dell'Hajduk Spalato per poi, il 14 agosto 1965, fare il suo debutto in prima squadra subentrando in occasione del pareggio di campionato in casa del OFK Belgrado (2-2). Dopo aver vinto con i Majstori s mora un campionato jugoslavo ed una Coppa di Jugoslavia si accasa nel Borac Banja Luka per poi, nel 1973, fare il suo ritorno a Spalato. In seguito alla sua seconda avventura nei Bili gioca prima nel Toronto Croatia e poi nel Lucerna. Nel 1977 appende gli scarpini al chiodo dopo aver vestito la casacca del Gent.

## Palmarès

### Club

#### Competizioni nazionali
- Campionato jugoslavo: 1

Hajduk Spalato: 1970-1971
- Coppa di Jugoslavia: 1

Hajduk Spalato: 1966-1967